# Шарлотта Райлі
Шарлотта Френсіс Райлі (англ. Charlotte Frances Riley; нар. 29 грудня 1981, Гріндон) — англійська акторка та письменниця. Найбільш відома ролями у «Легкій поведінці» та в образі Кетрін Ерншо у телеверсії ITV «Грозовий перевал» за однойменном романом Емілі Бронте, що вийшла у світовий прокат 18 січня 2009 року.

## Життєпис
Райлі родом з села Гріндон графства Дарем. З 10 до 18 років вона відвідувала школу Teesside. Потім з 2000 до 2003 року була членом спільноти св. Катберта Даремського університету, який закінчила за спеціальністю англійська мова і лінгвістика; також з 2005 до 2007 року відвідувала Лондонську академію музичного і драматичного мистецтва.
Під час роботи на ITV1 над однойменним телесеріалом за твором «Грозовий перевал» Шарлотта познайомилася з актором Томом Гарді. Пізніше вони почали стосунки після того, як разом знялися в головних ролях у фільмі «Прикуп», і в даний час живуть в Лондоні. У липні 2014 року пара одружилася. У подружжя є син (нар. у жовтні 2015).

## Кар'єра
У 2004 році Райлі як письменниця завоювала нагороду Playwriting Award від «Sunday Times» за «Shaking Cecilia», яку вона написала разом з Тіффані Вуд. Вона з'явилася в Edge of Tomorrow, знімаючись з Томом Крузом та Емілі Блант. Вона також з'явилася на сцені в театрі Королівського придворного театру в постановці 'Пріорат' Майкла Уїнна. Вона також зображала Арабелу Стрінг в мінісеріалі адаптації "Джонатан Стрендж і містер Норрелл".

## Фільмографія

### Акторка
| Рік       |    | Українська назва                                 | Оригінальна назва                 | Роль                                        |
| --------- | -- | ------------------------------------------------ | --------------------------------- | ------------------------------------------- |
| 2022      | с  | Периферійні пристрої                             | The Peripheral                    | Аеліта Вест                                 |
| 2020      | кф |                                                  | Mairi                             | Вікі                                        |
| 2019      | с  | Різдвяна пісня                                   | A Christmas Carol                 | Лотті / Дух Теперішнього Різдва (2 епізоди) |
| 2018      | с  | Темне серце                                      | Dark Heart                        | Джульєтта (6 епізодів)                      |
| 2018      | с  | Преса (мінісеріал)                               | Press                             | Голлі Еванс (6 епізодів)                    |
| 2018      | ф  | Плавання з чоловіками                            | Swimming with Men                 | Сьюзен                                      |
| 2018      | с  | Траст                                            | Trust                             | Робіна Ланд (6 епізодів)                    |
| 2018      | с  |                                                  | Sticky                            | Зіггі (1 епізод)                            |
| 2014—2017 | с  | Гострі картузи                                   | Peaky Blinders                    | Мей Карлтон (6 епізодів)                    |
| 2017      | тф | Король Чарльз III                                | King Charles III                  | Кейт                                        |
| 2016      | с  | Ворог близько                                    | Close to the Enemy (мінісеріал)   | Рейчел Ломбард (7 епізодів)                 |
| 2016      | ф  | Падіння Лондона                                  | London Has Fallen                 | Жаклін Маршалл (агент MI6)                  |
| 2015      | ф  | У серці моря                                     | In the Heart of the Sea           | Пеггі Чейз                                  |
| 2015      | кф |                                                  | Killing Thyme                     | Анна                                        |
| 2015      | с  | Джонатан Стрейндж та містер Норрелл (мінісеріал) | Jonathan Strange & Mr Norrell     | Арабелла (7 епізодів)                       |
| 2014      | ф  | На межі майбутнього                              | Edge of Tomorrow                  | Ненсі                                       |
| 2014      | ф  | Гранд-стріт                                      | Grand Street                      | Камілла Рейлі                               |
| 2012      | с  | Містечко (мінісеріал)                            | The Town                          | Еліс (3 епізоди)                            |
| 2012      | ф  | Сутність                                         | Entity                            | Кейт Генсен                                 |
| 2012      | с  | Світ без кінця (мінісеріал)                      | World Without End                 | Керіс (8 епізодів)                          |
| 2010—2011 | с  | Головний інспектор-детектив Бенкс                | DCI Banks                         | Люсі Пейн (3 епізоди)                       |
| 2010      | с  | Війна Фойла                                      | Foyle's War                       | Менді Дін (1 епізод)                        |
| 2010      | с  | Міс Марпл                                        | Agatha Christie's Marple          | Марго Бенс (1 епізод)                       |
| 2009      | тф | Іспанка: жертви пандемії грипу                   | Spanish Flu: The Forgotten Fallen | Пеггі Літтон                                |
| 2009      | с  | Прикуп (мінісеріал)                              | The Take                          | Меггі Саммерс (4 епізоди)                   |
| 2009      | с  | Буремний перевал (мінісеріал)                    | Wuthering Heights                 | Кеті / Кетрін Ерншо (2 епізоди)             |
| 2008      | ф  | Розпутна поведінка                               | Easy Virtue                       | Сара Герст                                  |
| 2008      | с  | Інспектор Джордж Джентлі                         | Inspector George Gently           | Кармел О'Шонессі (1 епізод)                 |
| 2008      | кф | Дослід номер 257                                 | Survey No. 257                    | Емма                                        |
| 2008      | тф | Роз/єднання                                      | Dis/Connected                     | Кейт                                        |
| 2007      | с  | Голбі-Сіті                                       | Holby City                        | Таня Касен (1 епізод)                       |
| 2007      | с  | Дорослі                                          | Grownups                          | Хлоя (1 епізод)                             |

### Продюсерка
| Рік  |    | Українська назва | Оригінальна назва | Роль     |
| ---- | -- | ---------------- | ----------------- | -------- |
| 2021 | кф | Інтерв'ю         | The Interview     | продюсер |
| 2020 | кф |                  | Mairi             | продюсер |

## Нагороди і номінації
- 2015: «У серці моря» / номінація на премію «Вибір підлітків»
- 2012: «Сутність» — Кейт Генсен / дві премії Лондонського кінофестивалю незалежних фільмів, номінація Британського кінофестивалю фільмів жахів
- 2012: «Світ без кінця» — Керіс / номінація на премію «Сатурн»